# Taxxi
Taxxi (Taxi) è un film del 1998 diretto da Gérard Pirès, su soggetto e sceneggiatura di Luc Besson, con protagonisti Samy Naceri e Frédéric Diefenthal.
La saga è completata dai quattro seguenti film: Taxxi 2 (2000), Taxxi 3 (2003), Taxxi 4 (2007) e Taxxi 5(2018). Questo film ha avuto anche un remake hollywoodiano nel 2004 dal titolo New York Taxi.

## Trama
Marsiglia. Daniel Morales, fattorino in una pizzeria, cambia lavoro per diventare tassista, guidando una Peugeot 406 da lui stesso opportunamente modificata. Grazie alle prestazioni del taxi e alle sue eccellenti doti di guida, Daniel porta velocemente a destinazione i suoi clienti, riuscendo nel frattempo a eludere facilmente le forze dell'ordine.
Émilien Coutant Kerbalec è un imbranato ispettore di polizia. Perdutamente innamorato della collega Petra, è continuamente frustrato da continui insuccessi e figuracce.
I due si incontrano per caso quando Émilien, che non riesce a prendere la patente, prende il taxi di Daniel per recarsi al lavoro. Quest'ultimo, ignorando che il suo passeggero sia un poliziotto, si esalta con la sua consueta guida spericolata. Ma a fine corsa il tassista è nei guai a causa delle sue numerose infrazioni stradali. Per aiutare Daniel a "scontare" i numerosi misfatti di cui è colpevole Émilien gli offre la possibilità di aiutarlo a catturare una banda di ladri tedeschi a bordo di due Mercedes-Benz 500E.
Provando a coniugare il rapporto nascente con la sua bellissima ragazza Lilly e il suo insaziabile bisogno di inseguimenti ad alta velocità, Daniel cerca di aiutare Émilien in modo da non perdere né la sua licenza, né il suo lavoro.
Alla fine di una serie di tentativi tragicomici, Daniel riesce a provocare i tedeschi in un inseguimento attraverso la città e l'autostrada, intrappolandoli su una sezione di ponte non terminata. Come premio per il suo aiuto il prefetto escogita un modo originale per consentire al tassista di guidare con il suo stile senza commettere reati: lo iscrive a una gara automobilistica professionista con un'auto di Formula 1 sponsorizzata dalla Polizia.

## Produzione
Luc Besson ha scritto la sceneggiatura in appena trenta giorni.
Il taxi è una Peugeot 406, e nelle scene in cui viene modificata è stata utilizzata la versione da corsa. La Peugeot ha prodotto per il mercato francese una serie di modellini in scala 1/43 del taxi di Daniel.

## Incassi
In termini di presenze al botteghino la serie "Taxi" è uno dei franchise francesi di maggior successo di sempre, incassando un totale riferito di $200 milioni in tutto il mondo e 23 milioni di spettatori solamente in Francia.